# Restano i frammenti
Restano i frammenti è il primo concerto live DVD del gruppo musicale folk metal italiano Folkstone, uscito nel 2012.

## Tracce
1. Il Confine
2. Grigie Maree
3. Aufstand!
4. Non Sarò Mai
5. Alza Il Corno
6. Lo Stendardo
7. Anime Dannate
8. Terra Santa
9. Respiro Avido
10. Anomalus
11. Ombre Di Silenzio
12. Nebbie
13. Folkstone
14. Frerì
15. Un'Altra Volta Ancora
16. Frammenti
17. Sgangogatt
18. Briganti Di Montagna
19. Luna
20. Omnia Fert Aetas
21. Simone Pianetti
22. Nell'Alto Cadrò
23. In Taberna (In Vino Veritas)
24. Rocce Nere
25. Longobardia
26. Vortici Scuri
27. Con Passo Pesante